# Анадырская ГМТЭЦ
Анадырская газомоторная ТЭЦ (ГМТЭЦ) — тепловая электростанция, расположенная в городе Анадырь Чукотского АО. Совместно с Анадырской ТЭЦ и Анадырской ВЭС обеспечивает энергоснабжение изолированного Анадырского энергоузла. Наиболее эффективная тепловая электростанция Чукотки. Станция находится в собственности Чукотского АО, арендуется АО «Чукотэнерго» (входит в группу «РусГидро»).

## Конструкция станции
По конструкции Анадырская ГМТЭЦ представляет собой тепловую газопоршневую электростанцию с комбинированной выработкой электрической и тепловой энергии. Установленная мощность электростанции — 18,25 МВт, установленная тепловая мощность — 68,28 Гкал/час. В качестве топлива используются природный газ Западно-Озёрного месторождения. Основное оборудование станции включает в себя 5 газопоршневых агрегатов Caterpillar G3616 мощностью по 3,65 МВт с котлами-утилизаторами cooling bundle 2550 kW-P и 4 водогрейных котла LOSS UTH 14500*10. Также имеются две резервные дизель-генераторные установки Caterpillar D3616 мощностью по 5,2 МВт с котлами-утилизаторами cooling bundle 2550 kW-P, не учитываемые в составе установленной мощности станции. Выдача электроэнергии и мощности станции производится на напряжении 35 кВ.

## История строительства и эксплуатация
Запасы природного газа на Западно-Озёрном месторождении были открыты ещё в середине 1960-х годов, буровые разведочные работы с перерывами проводились до начала 1990-х годов. Изначально предполагалось перевести на газовое топливо действующую Анадырскую ТЭЦ, однако в итоге решили построить новую электростанцию. Зимой 2002 года от месторождения был проложен газопровод, который был поставлен под давление в ноябре следующего года. Тогда же было доставлено оборудование для Анадырской ГМТЭЦ, которая была введена в эксплуатацию в 2006 году. Строительство профинансировано компанией Сибнефть, ведущей добычу газа на Чукотке.
По расчётам специалистов, запасов топлива на Западно-Озёрном месторождении для станции должно хватить на 30 лет. Анадырская ГМТЭЦ является наиболее эффективной тепловой электростанцией Чукотки, себестоимость производства электроэнергии на ней в 2,5 раза меньше, чем на Анадырской ТЭЦ (до перевода её на газ) и в 4,5 раза меньше, чем у Эгвекинотской ГРЭС.